# A Promise to Burn
A Promise To Burn es el segundo álbum de estudio de la banda norteamericana de rock alternativo Framing Hanley, su lanzamiento fue el 25 de mayo de 2010. El álbum contiene un DVD mostrando la grabación del álbum.

## Lista de canciones
1. "The Intro" - 1:07
2. "The Promise" - 3:46
3. "Wake Up" - 3:58
4. "Bittersweet Sundown" - 3:31
5. "Warzone" - 3:47
6. "You Stupid Girl" - 3:34
7. "Weight of the World" - 3:34
8. "Fool with Dreams" - 4:01
9. "Back to Go Again" - 3:19
10. "Livin' So Divine" - 3:37
11. "You" - 3:26
12. "Photographs and Gasoline" - 5:43
13. "The Burn" - 5:04

iTunes Deluxe Edition
1. "Can Always Quit Tomorrow" - 3:32
2. "Pretty Faces" - 3:42